# Lista postaci trylogii filmowej Władca Pierścieni
Niniejsza lista prezentuje postacie, które pojawiają się w trylogii filmowej Władca Pierścieni, ale nie mają swoich odpowiedników w powieści J.R.R. Tolkiena i zostały stworzone przez scenarzystów: Petera Jacksona, Frances Walsh, Philippę Boyens i Stephena Sinclaira.

## Lista postaci

### Éothain i Freda
Postacie grane przez Sama Comery'ego i Olivię Tennet; rodzeństwo z ludu Rohirrimów, dzieci Morweny.
Pojawiają się w Dwóch wieżach. Podczas ataku Dunlendingów i orków Sarumana na jedną z wiosek w Zachodniej Bruździe matka wysyła ich do Edoras, by zawiadomili stolicę o napaści wroga. Dzieciom udaje się tam dotrzeć. Później, wraz z całą ludnością miasta, rodzeństwo dociera do Helmowego Jaru, gdzie znajduje ich Morwena.

### Haleth
Postać grana przez Caluma Gittinsa; młody chłopak z ludu Rohirrimów, syn Hámy.
Pojawia się w Dwóch wieżach. Podczas najazdu wojsk Sarumana, wraz z większością ludności Edoras, przebywa w Helmowym Jarze. Tak jak inni mężczyźni zostaje pośpiesznie zmobilizowany do obrony Rogatego Grodu. Przez krótką chwilę przed bitwą rozmawia z Aragornem, który stara się go podnieść na duchu. Później widać go między innymi obrońcami na murach twierdzy.

### Lurtz
Postać grana przez Lawrence’a Makoare’a; Uruk, przywódca żołdaków Sarumana.
Pojawia się w Drużynie Pierścienia. Jest pierwszym z Uruków wyhodowanych w Isengardzie. Od samego początku wyróżniał się większą agresywnością od pozostałych. Saruman postawił go na czele oddziału, który ruszył w pościg za Drużyną Pierścienia. Zgodnie z rozkazem miał pojmać każdego napotkanego niziołka. Podczas ataku na Drużynę pod Amon Hen Lurtz strzałami z łuku zabija Boromira, lecz ginie w starciu z Aragornem.

### Madril
Postać grana przez Johna Bacha; strażnik Ithilien, podkomendny Faramira.
W Dwóch wieżach pojawia się dwukrotnie. Pierwszy raz ma to miejsce w Henneth Annûn, gdzie Gondorczycy doprowadzają Froda i Sama. Podczas spotkania z Faramirem przekazuje mu informacje o ruchach wojsk Saurona oraz sytuacji w Rohanie. Po raz drugi pojawia się w Osgiliath, gdy przybywa tam Faramir z hobbitami. Wówczas to Madril melduje mu o sytuacji. W końcu sceny w zburzonej stolicy Gondoru ostrzega swojego dowódcę, że za wypuszczenie Froda i jego towarzyszy, wedle rozkazów Denethora, może zapłacić życiem.
W Powrocie króla Madril walczy w obronie Osgiliath przed orkami. Podczas odwrotu zostaje ciężko zraniony, a następnie dobity przez Gothmoga.
Wersja reżyserska filmu, wydana na DVD, zawiera jeszcze dodatkową scenę rozmowy Madrila z Faramirem, toczącej się tuż przed atakiem żołdaków Mordoru.

### Morwena
Postać grana przez Robyn Malcolm; kobieta z ludu Rohirrimów, matka Éothaina i Fredy.
Morwena pojawia się w Dwóch wieżach. Podczas ataku Dunlendingów i orków Sarumana na jedną z wiosek w Zachodniej Bruździe wysyła swoje dzieci do Edoras, by zawiadomiły stolicę o napaści wroga. Jej samej udaje się przeżyć i dotrzeć do Helmowego Jaru, gdzie później spotka swoje dzieci. Wraz z innymi kobietami podczas bitwy ukrywa się w Błyszczących Jaskiniach.